# 八打雁省
八打雁省（Batangas）是菲律賓的一個一級省份，位於呂宋西南部，屬於甲拉巴松政區。其首府為八打雁市，北鄰甲米地省及內湖省，東接奎松省。經過維德島走廊到南邊即民都洛島，西邊緊鄰南海。人口達2,908,494（2020年）。
八打雁省在2020年連續第二年被菲律賓審計委員會評為「第二富裕省份」。2020年，八打雁省政府資產總額達252披索，為卡拉巴松省乃至呂宋島擁有最多資產的省政府。
全國第二大國際港口位於八打雁市，規模僅次馬尼拉港。八打雁市屬卡拉巴松地區發展計劃的重點工業發展城市，工業種類繁多，同時企業數量持續上升。

## 名胜
省内有塔尔火山以及塔尔湖等自然景观，还拥有菲律宾最大的天主教堂Taal 天主大教堂。

## 行政區域
八打雁省劃分為31個自治市及3個城市。

### 城市
- 八打雁市（Batangas City）- 首府
- 利巴，又譯＂里巴＂（Lipa City）
- 塔納萬（Tanauan City）

### 自治市
- Agoncillo
- Alitagtag
- 巴拉延（Balayan）
- 描禮地（Balete）
- 包灣（Bauan）
- 卡拉卡（Calaca）
- 加拉沓岸（Calatagan）
- 昆卡（Cuenca）
- Ibaan
- Laurel
- 莱梅里（Lemery）
- 利安（Lian）
- 利博（ Lobo）
- 馬比尼（Mabini）
- 馬爾瓦（Malvar）
- Mataasnakahoy
- 那速務（Nasugbu）
- Padre Garcia
- 羅薩里奧，咱儂話＂羅沙溜＂（Rosario）
- 聖何塞，咱儂話＂仙扶西＂（San Jose）
- 仙範（San Juan）
- San Luis圣路易斯
- 聖尼古拉斯（San Nicolas）
- San Pascual圣帕斯夸尔
- Santa Teresita
- 仙杜馬斯（Santo Tomas）
- 塔阿爾（Taal）
- 塔里薩伊（Talisay）
- Taysan
- 蒂萊（Tingloy）
- Tuy